# Chioibășești, Brăila
Chioibășești este un sat în comuna Ciocile din județul Brăila, Muntenia, România.
Aparține de comuna Ciocile. În prezent, satul are circa 300 de locuitori și numărul este în scădere datorită plecării la orașe a tinerilor. Majoritatea sătenilor se ocupă cu agricultura și creșterea animalelor.